# Авл Клавдій Харакс
Авл Клавдій Харакс (лат. Aulus Claudius Charax) — римський сенатор, який жив у 2 столітті і розвинув свій cursus honorum  під час правління Траяна, Адріана, Антоніна Пія та Марка Аврелія. Був консулом-суфектом у 147 році разом з Квінтом Фуфіціоном Корнутом.

## Життя та політична кар'єра
Шлях честі Харакса частково відомий з грецького напису, зведеного в місті Пергам. Бернард Ремі у своїй монографії про Фасті провінцій Малої Азії припускає, що, подорожуючи східними провінціями, імператор Адріан зустрів Харакса. Є багато доказів того, що Харакс був дуже багатим, і його володіння включали велику фабрику черепиці. Маючи значні багатства і будучи культурною людиною, він, очевидно, звернувся до цього імператора-еллінофіла, який вирішив сприяти його обранню на посаду квестора в сенаторській провінції Сицилія. 
Після цього Харакс обіймав магістратуру претора, після чого пройшов ряд підвищень по службі. Він був призначений куратором Латинської дороги приблизно з 138 по 141 рік. За цим відразу ж послідувала посада легата або командувача Legio II Augusta, розміщеного в Британії, який Альфельді датує приблизно між 141 - 144 роками. Протягом цих років легіон брав участь у походах губернатора Квінта Лоллія Урбіка в Каледонію з будівництвом стіни Антоніна. Потім він був призначений губернатором Кілікії приблизно до часу його консульства в 147 році, що вказує на те, що він міг бути консулом in absentia (на відстані).